# Vicenta Jerónimo

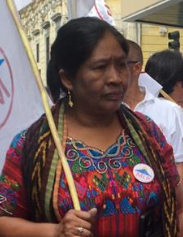
Vicenta Jerónimo Jiménez

Vicenta Jerónimo Jiménez (nascido em 27 de outubro de 1972) é uma política e defensora dos direitos humanos indígena de Guatemala, do Movimento para a Libertação dos Povos. Ela é membro do Congresso desde janeiro de 2020.